# یواس‌اس واسپ (۱۸۶۵)
یواس‌اس واسپ (۱۸۶۵) (به انگلیسی: USS Wasp (1865)) یک کشتی بود که طول آن ۲۱۲ فوت ۰ اینچ (۶۴٫۶۲ متر) بود.